# Rutledge, Tennessee
Rutledge är administrativ huvudort i Grainger County i Tennessee. Orten har fått sitt namn efter militären George Rutledge. Vid 2020 års folkräkning hade Rutledge 1 321 invånare.

## Kända personer från Rutledge
- Robert Taylor Jones, politiker